# Credito inesigibile
Un credito inesigibile in finanza è un credito ovvero un importo dovuto che è altamente improbabile che potrà essere pagato dal debitore.
Il caso tipico è ad esempio quello di una società messa in liquidazione. Nel mondo ci sono numerose e varie definizioni tecniche di ciò che costituisce un debito cattivo, a seconda delle convenzioni contabili o del trattamento normativo.

## In Italia
Ai sensi della legge 134/2012, un credito viene considerato automaticamente inesigibile qualora lo stesso sia scaduto da almeno 6 mesi e sia di modesto importo secondo i limiti di euro 2.500 (per le imprese che fatturano fino a 150 milioni di euro) e 5.000 (per le imprese che fatturano oltre 150 milioni di euro).
Gli altri crediti rimangono soggetti alla ordinaria normativa e prassi fiscale che sancisce l'inesigibilità di un credito qualora il creditore sia in grado di fornire prova documentata di "elementi certi e precisi" tali da comprovarne l'inesigibilità, quali ad esempio:
- Attività di recupero credito risoltasi con esito negativo
- Comprovato stato di insolvenza della parte debitrice
- Irreperibilità del debitore
- Procedure concorsuali (fallimento, accordo di ristrutturazione dei debiti ecc.)

## Riserva svalutazione crediti
Conosciuta anche come riserva per crediti inesigibili, si tratta di un conto contropartita elencato nella sezione attività corrente dello stato patrimoniale. Il fondo svalutazione crediti riporta una somma di denaro per consentire una riduzione del libro mastro crediti per mancato incasso dei crediti. Questo può anche essere indicato come un'indennità per crediti inesigibili. Una volta che un debito dubbio diventa irrecuperabile, l'importo sarà cancellato.